# براميسيوم سونيبورني
براميسيوم سونيبورني هو نوع من الكائنات الحية وحيدة الخلية تنتمي لجنس براميسيوم من شعبة الهوادب. تم عزله أول مرة في تكساس وسمي نسبة للدكتور تراسي إم. سونيبورن.

## قراءة إضافية
Przyboś، Ewa؛ Tarcz، Sebastian؛ Rautian، Maria؛ Lebedeva، Natalia (يونيو 2014). "The first European stand of Paramecium sonneborni (P. aurelia complex), a species known only from North America (Texas, USA)". European Journal of Protistology. ج. 50 ع. 3: 236–247. DOI:10.1016/j.ejop.2014.03.001. {{استشهاد بدورية محكمة}}: الوسيط |تاريخ الوصول بحاجة لـ |مسار= (مساعدة)

## روابط خارجية
- (بالfr+en) مرجع موسوعة الحياة (EOL) : Paramecium sonneborni
- NCBI entry
- Image showing cilia and oral apparatus